# Sewstern
Sewstern – wieś w Anglii, w hrabstwie Leicestershire, w dystrykcie Melton. Leży 35 km na północny wschód od miasta Leicester i 145 km na północ od Londynu.